# 拉维尔斯坦
《拉维尔斯坦》（英語：Ravelstein）是索尔·贝娄的最后一部小说，由維京出版社出版于2000年，当时索尔·贝娄已是85岁高龄。该书得到了广泛的好评。
这部小说以回忆录形式写成，讲述了大学教授拉维尔斯坦和作家齐克之间的友谊的故事。叙述者在巴黎采访著名教授亚伯·拉维尔斯坦，和他的情人尼基。罹患艾滋病的拉维尔斯坦即将去世，要求叙述者在他死后，写一本关于他的回忆录。
拉维尔斯坦死后，叙述者和妻子去加勒比海度假，却罹患热带疾病，飞回美国疗养。在休养期间，他决定写回忆录。

## 人物
- 主人公亚伯·拉维尔斯坦，身高6英尺6英寸（198 cm），芝加哥大学知名哲学教授，原型是艾伦·布鲁姆，和索尔·贝娄一起在芝加哥大学任教。拉维尔斯坦跟随费利克斯·达瓦尔和亚历山大·科耶夫学习。